# Fidget Cube

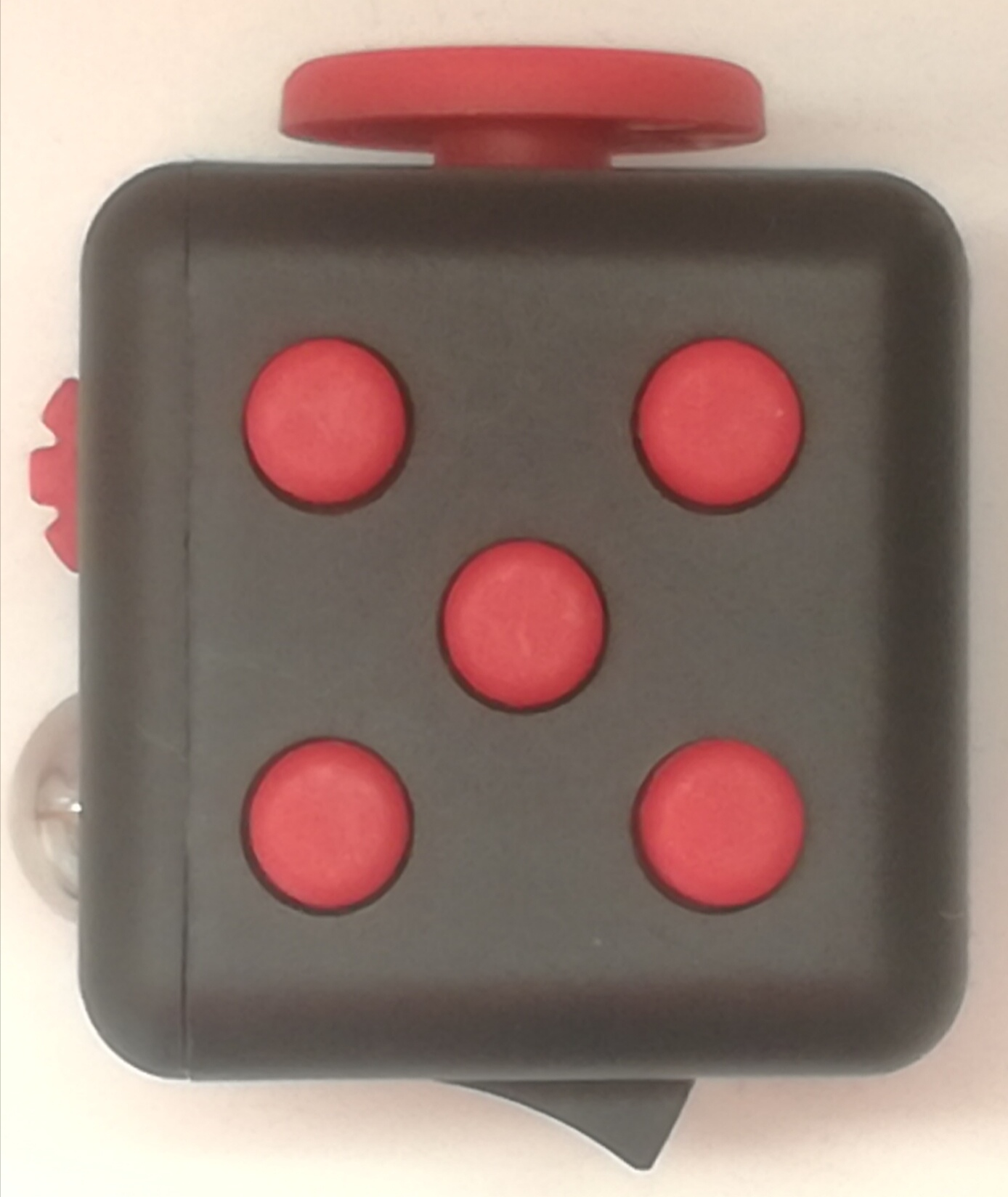

Der Fidget Cube (von englisch fidget für ‚Unruhe‘ und cube für die geometrische Würfelform) ist ein multifunktionales Spielzeug für Kinder und Erwachsene, das – ähnlich dem zuvor erschienenen Fidget Spinner – dem Stressabbau dienen soll. Damit sollen laut Hersteller die Anwender in die Lage gebracht werden, sich stärker auf eine Sache zu fokussieren und sich besser konzentrieren zu können.

## Details
Der Fidget Cube wird als Tischspielzeug für Erwachsene verkauft, wiegt ca. 35 Gramm und hat die Kantenlänge von ca. 3,3 cm. Auf jeder Fläche des Würfels ist eine andere Funktion angebracht. Es handelt sich dabei um:
- Spin: Eine kleine Scheibe, die gedreht werden kann
- Roller Ball: Eine kleine Kugel, die in alle Richtungen bewegt werden kann
- Worry Stone: Ein Handschmeichler, der durch Reiben dem Stressabbau dient
- Flip: Ein kleiner Schalter, der immer vor- und zurückgeschaltet werden kann
- Joystick: Ein kleiner Joystick, ähnlich dem der DualShock-Controller der PlayStation
- Click: Fünf kleine Knöpfe, die wie ein Stift gedrückt werden können. Drei Knöpfe machen ein Geräusch, zwei sind leise.

## Geschichte
Der Fidget Cube wurde 2016 durch eine Kampagne auf der US-amerikanischen Crowdfunding-Plattform Kickstarter bekannt. Die Brüder Mark und Matthew McLachlan (Antsy Labs) erstellten ein Video für YouTube, um die Kampagne zu unterstützen. Ebendieses wurde ein viraler Hit und erreichte bis 2017 fast 4 Millionen Aufrufe. Die Kickstarter-Kampagne hat es mit über 6,4 Millionen US-Dollar in die Top Ten der erfolgreichsten Kickstarter-Projekte bisher geschafft. Insgesamt haben 154.000 Personen dafür Geld aufgebracht.

## Kritik
Das Better Business Bureau hat die schlechteste Bewertung F vergeben, weil Hersteller Antsy Labs auf dreißig Kundenbeschwerden nicht reagiert hat. Außerdem hat es zwei Fragebögen des Better Business Bureaus zu seinen Geschäftspraktiken nicht beantwortet.

## Belege
1. 1 2 3 4 5  Do YOU fidget at your desk? - Bizarre toy with switches, buttons and clickers claims to be able to help - and get you to focus on your work, Daily Mail, 8. September 2016
2. 1 2 3  Besser als Fidget Spinner? Der Fidget Cube kann mehr. In: chip.de. Archiviert vom Original (nicht mehr online verfügbar) am 12. Juni 2017; abgerufen am 15. Juni 2017.  Info: Der Archivlink wurde automatisch eingesetzt und noch nicht geprüft. Bitte prüfe Original- und Archivlink gemäß Anleitung und entferne dann diesen Hinweis.
3. ↑  Galileo: Fidget Cube: Der etwas andere Würfel, prosieben.de, Folge 347, 13. Dezember 2016
4. ↑  Kickstarter Craze: McLachlan Brothers Raise $6M For Fidget Cube, A Vinyl Desk Toy For Fidgeters, Forbes, 17. Oktober 2016
5. ↑  Antsy Labs: Fidget Cube. 31. August 2016, abgerufen am 15. Juni 2017.
6. ↑  Fidget Cube: A Vinyl Desk Toy. Abgerufen am 15. Juni 2017 (amerikanisches Englisch).
7. ↑  AZ-Ratgeber: Fidget Spinner, Fidget Cube: Alles zum Spiel-Hype aus dem Netz, Abendzeitung, 1. Juni 2017
8. ↑  Why Fidget Cubes are stressing some investors, CBS News, 2. Mai 2017